# Lucas Basset
Lucas Basset, född den 28 mars 1991, är en fransk orienterare som tävlat i Frankrike för ASUL Sports Nature, och i Sverige för OK Denseln samt OK Linné.
Basset tog silver på medeldistansen vid  VM 2015. Han blev även juniorvärldsmästare i sprint 2011.
Vid SM 2023 sprang Basset slutsträckan i det segrande stafettlaget från OK Linné tillsammans med Oskar Sjöberg och Rassmus Andersson.